# Шреньск (гмина)
Шреньск (пол. Szreńsk) — сельская гмина (волость) в Польше, входит как административная единица в Млавский повет, Мазовецкое воеводство. Население — 4601 человек (на 2004 год).

## Демография
| Перепись                       | Всего   | Всего | Женщины | Женщины | Мужчины | Мужчины |
| ------------------------------ | ------- | ----- | ------- | ------- | ------- | ------- |
| Единицы                        | человек | %     | человек | %       | человек | %       |
| Население                      | 4601    | 100   | 2321    | 50,4    | 2280    | 49,6    |
| Плотность населения (чел./км²) | 42      | 42    | 21,2    | 21,2    | 20,8    | 20,8    |

## Сельские округа
1. Белявы
2. Дозины
3. Грондек
4. Кобушин
5. Кшивки-Боски
6. Кшивки-Пяски
7. Кунки
8. Либерадз
9. Луги
10. Мёнчин-Малы
11. Мёнчин-Дужы
12. Милотки
13. Мостово
14. Нове-Гарково
15. Острув
16. Пончково
17. Пшихуд
18. Прошково
19. Рохня
20. Старе-Гарково
21. Славково
22. Шреньск
23. Воля-Прошковска
24. Злотово
25. Зарембы

## Соседние гмины
1. Гмина Бежунь
2. Гмина Кучборк-Осада
3. Гмина Липовец-Косцельны
4. Гмина Радзанув
5. Гмина Стшегово
6. Гмина Виснево
7. Гмина Журомин